# قائمة سفراء اليمن لدى روسيا
سفير اليمن في موسكو هو الممثل الرسمي للحكومة اليمنية لدى روسيا.

## قائمة السفراء
| الاعتماد الدبلوماسي | السفير                           | ملاحظات | قائمة رؤساء الحكومات اليمنية | قائمة رؤساء حكومات روسيا     | نهاية المدة    |
| 1 نوفمبر 1928       |                                  | وقعت المملكة المتوكلية اليمنية والاتحاد السوفيتي معاهدة صداقة وتعاون. | يحيى محمد حامد الدين         | أليكسي ريكوف                 |                |
| 31 أكتوبر 1955      |                                  | وقع اليمن والاتحاد السوفيتي اتفاقية للتعاون الاقتصادي، ومعاهدة الصداقة السوفيتية اليمنية في القاهرة من قبل أحمد بن يحيى والسفير السوفيتي بالقاهرة دانييل سولود. | أحمد بن يحيى                 | نيكولاي بولجانين             |                |
| 1957                | عبد الرحمن بن عبد الصمد أبو طالب | افتتحت مفوضية في براغ، حيث عُين سفير اليمن في مصر، عبد الرحمن عبد الصمد أبو طالب، أول وزير مفوض. عمل منذ 6 ديسمبر 1950 إلى 1953 قائما بأعمال سفير اليمن لدى الولايات المتحدة ونائب وزير الخارجية. | أحمد بن يحيى                 | نيكولاي بولجانين             |                |
| 3 فبراير 1961       | احمد بن عبدالله العمري           | - يصل موسكو كقائم بالأعمال اليمني بالإنابة لفتح مكتب مندوب دائم. | أحمد بن يحيى                 | أليكسي كوسيجين               |                |
| 1 أكتوبر 1962       |                                  | أصبح الاتحاد السوفيتي أول حكومة تعترف بالجمهورية العربية اليمنية. | عبد الله السلال              | نيكيتا خروتشوف               |                |
| 21 مارس 1964        |                                  | وقعت الجمهورية العربية اليمنية والاتحاد السوفياتي صداقة بالإضافة إلى تعزيز العلاقات الاقتصادية والعسكرية بين الحكومتين. | حمود الجائفي                 | نيكيتا خروتشوف               |                |
| 31 ديسمبر 1963      | علي سيف الخولاني                 | علي سيف الخولاني علي سيف الخولاني عيِّن في تشرين الثاني (نوفمبر) 1962. | عبد الرحمن الإرياني          | أليكسي كوسيجين               |                |
| 1 يناير 1965        | حسين الدفعي                      | حسين الدفعي | حمود الجائفي                 | أليكسي كوسيجين               | 1 يناير 1966   |
| 1 يناير 1967        | عبد الله السلال                  | [ 3 ] | حمود الجائفي                 | أليكسي كوسيجين               | 17 ديسمبر 1968 |
| 17 ديسمبر 1968      | محسن احمد العيني                 | - سفير سابق لدى الأمم المتحدة | حسن العمري                   | أليكسي كوسيجين               | 5 فبراير 1970  |
| 22 مارس 1972        | حسين الدفعي                      | حسين محمد الدفعي، | حسن العمري                   | أليكسي كوسيجين               |                |
| 5 نوفمبر 1978       |                                  | في 10 أغسطس 1978، أمر علي عبد الله صالح بإعدام 30 ضابطًا بتهمة المشاركة في مؤامرة ضد حكمه. وأشار وزير خارجية الجمهورية اليمنية اليمنية، عبد الله الأصنج، لاحقًا إلى أن نظام جمهورية اليمن الديمقراطية الشعبية كان مسؤولاً مرة أخرى عن التخطيط. أدت عمليات الإعدام إلى مظاهرة احتجاجية قصيرة قام بها الطلاب العرب في سفارة اليمن في موسكو. استولى طلاب على سفارة موسكو، واحتل نحو 100 طالب يمني شمالي سفارة شمال اليمن في موسكو. | عبد العزيز عبد الغني         | أليكسي كوسيجين               |                |
| 7 يونيو 1979        | صالح علي الأشول                  | | عبد العزيز عبد الغني         | أليكسي كوسيجين               | 1 يناير 1982   |
| 1 يناير 1984        | عبده عثمان محمد                  | - 1970: سفير اليمن في الصين | عبد العزيز عبد الغني         | نيكولاي تيخونوف              | 1 يناير 1990   |
| 22 مايو 1990        |                                  | الوحدة اليمنية | عبد العزيز عبد الغني         | فالنتين بافلوف               |                |
| 3 ديسمبر 1991       |                                  | أقامت الحكومتان في صنعاء وموسكو علاقات دبلوماسية وعسكرية قوية. | حيدر أبو بكر العطاس          | أليكسي كوسيجين               |                |
| 1 يناير 1991        | علي عبدالله البغيري              | علي عبدالله البغيري | حيدر أبو بكر العطاس          | فالنتين بافلوف               | 1 يناير 1996   |
| 1 يناير 2002        | عبده علي عبد الرحمن              | | عبد القادر باجمال            | ميخائيل كاسيانوف             | 1 يناير 2003   |
| 1 يناير 2003        | عبد الوهاب الروحاني              | [ 8 ] | عبد القادر باجمال            | ميخائيل كاسيانوف             | 1 يناير 2007   |
| 23 يونيو 2008       | محمد صالح الهلالي                | محمد صالح الهلالي | علي محمد مجور                | الرئيس الروسي فلاديمير بوتين |                |
| 21 أغسطس 2017       | احمد الوحيشي                     | [ 10 ] | احمد عبيد بن دغر             | ديمتري ميدفيديف              |                |

| الاعتماد الدبلوماسي | سفير                         | ملاحظات                                                                                           | قائمة رؤساء الحكومات اليمنية | قائمة رؤساء حكومات روسيا | نهاية المدة    |
| ------------------- | ---------------------------- | ------------------------------------------------------------------------------------------------- | ---------------------------- | ------------------------ | -------------- |
| ديسمبر 3, 1967      |                              | أقامت الحكومتان في عدن وموسكو علاقات دبلوماسية وعسكرية.                                           | محسن احمد العيني             | أليكسي كوسيجين           |                |
| أكتوبر 2, 1969      | احمد صالح الشاعر             | قُتل أحمد صالح الشاعر في حادث تحطم طائرة مع 20 دبلوماسياً ومسؤولين بوزارة الخارجية في 30 أبريل 1973 | محمد علي هيثم                | جينادي فورونوف           | أبريل 30, 1973 |
| يناير 1, 1973       | مصطفى عبد الخالق             | - وزير عدل سابق.                                                                                  | علي ناصر محمد                | ميخائيل سولومينتسيف      |                |
| يناير 1, 1975       | علي سالم انور                |                                                                                                   | علي ناصر محمد                | ميخائيل سولومينتسيف      |                |
| أكتوبر 29, 1977     | عبد العزيز عبده محمد الضالعي | عبد العزيز الضالعي - في عام 1989 كان وزيرا للخارجية                                               | علي ناصر محمد                | ميخائيل سولومينتسيف      |                |
| يناير 1, 1984       | صالح أبو بكر بن حسنين        | [ 13 ]                                                                                            | علي ناصر محمد                | فيتالي فوروتنيكوف        |                |
| أغسطس 23, 1989      | أحمد عبد الله عبد الإله      | أحمد عبد الله عبد الإله عضو اللجنة المركزية.                                                      | ياسين سعيد نعمان             | ألكسندر فلاسوف (سياسي)   |                |
| مايو 22, 1990       |                              | الوحدة اليمنية                                                                                    | ياسين سعيد نعمان             | ألكسندر فلاسوف (سياسي)   |                |

- العلاقات اليمنية الروسية